# Federico Santa María

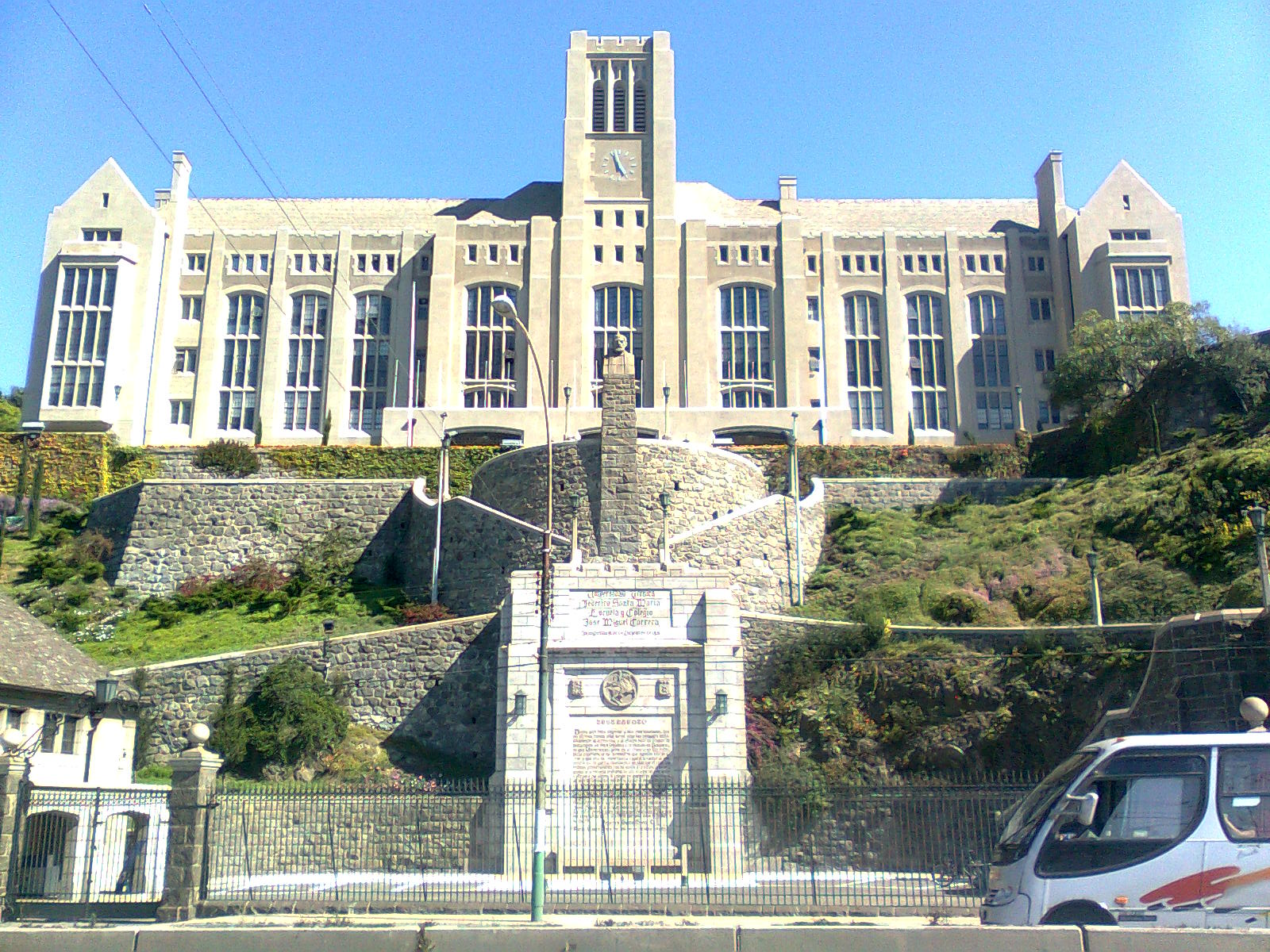
Monumento a Federico Santa María en escalera principal de acceso a la universidad.

Federico Santa María Carrera (Valparaíso, 15 de agosto de 1845-París, 20 de diciembre de 1925) fue un filántropo, empresario y hombre de negocios chileno. Fundador de la Universidad Técnica Federico Santa María.
Aunque llevaba los apellidos de dos de las familias chilenas más respetadas e influyentes del siglo XIX, las familias Santa María y Carrera, él hizo su enorme fortuna en el mercado de azúcar de París, al cual llegó cuando era muy joven. Su importancia en el mercado de azúcar era considerable: se hizo un poder principal en la economía francesa.

## Primeros años de vida
Él es el sexto hijo entre nueve hermanos, del próspero y audaz hombre de negocios Juan Antonio Santa María Artigas, descendiente de una noble familia de origen español con una fuerte influencia terrateniente colonial; y de la distinguida Magdalena Carrera Aguirre, perteneciente a uno de los clanes más destacados en el proceso emancipador de Chile.
El 15 de agosto de 1845, en la antigua calle El Cabo, hoy Esmeralda, en la ciudad de Valparaíso donde se concentrara la élite porteña, llega al mundo Federico Santa María Carrera. El parto ocurre en su casa paterna, como lo dictaba la costumbre de ese entonces. Su abuelo materno Juan Antonio Carrera Salinas, era primo hermano del prócer de la patria José Miguel Carrera Verdugo, de quien heredará sus ideales, presentes en su vida, obra y legado, que plasmará claramente en su testamento al final de su vida. Los hermanos de Federico Santa María son Emilia Santa María de Villanueva, Juan Antonio Santa María y Lucía Santa María de Ross.
La infancia de Federico está marcada por los cánones que le imponen el pertenecer a una familia de élite de la sociedad porteña de la época. A los siete u ocho años ingresa al Instituto Shöeller, donde recibe una formación exigente y disciplinada basada en los principios universales como el respeto, la rigurosidad y el apego a la verdad, baluartes fundamentales, tanto para sus padres, como para la vida social de ese entonces. Su abuelo materno y su tía abuela, doña Javiera Carrera Verdugo, contribuyen también a forjar su pensamiento liberal y su amor por la libre expresión y por la patria.
El 15 de diciembre de 1850, un incendio destruye completamente la casa de los Santa María Carrera. Producto de este siniestro que devasta una gran cantidad de construcciones de la calle El Cabo, la comunidad porteña se organiza y el 30 de junio de 1851 forma el Cuerpo de Bomberos de Valparaíso, el primero del país.  El financiamiento proviene de los propios comerciantes, entre los que se cuenta don Juan Antonio Santa María.
Con tan solo 14 años, Federico ingresa a trabajar a una compañía naviera; sin embargo, a poco andar y tras la muerte de su padre, su ímpetu e impronta familiar lo impulsan a seguir un camino independiente. En 1871 adquiere un sencillo lanchón para prestar servicios de carga y descarga de mercancías en los barcos que recalan en el puerto, para lo cual cuenta con el apoyo incondicional de su madre, quién después de enviudar y de casarse nuevamente, sigue siendo un pilar fundamental para él. Esto consta en el anecdotario acerca de su vida, el cual relata que ella habría empeñado un anillo para reunir el capital necesario y apoyar a su hijo en su primer emprendimiento.

## Vida pública
Cinco años después, tras el bombardeo de Valparaíso por parte de la Armada española, Federico decide arriesgarse en una nueva aventura empresarial en la zona de Tarapacá, por ese entonces territorio peruano y polo de desarrollo y escenario de pujantes actividades mineras, comerciales y navieras derivadas de los ricos yacimientos de cobre y salitre. Pese a que su estadía es breve, puede integrarse y relacionarse con prósperos hombres de negocios, con quienes volvería a encontrarse en otros momentos de su vida.
En 1867, como consecuencia de algunos malos negocios que lo dejan al borde de la bancarrota, decide regresar a su ciudad natal, no dispuesto a dejarse abatir. Gracias a su tesón, visión y red de contactos del mundo financiero, de donde obtiene los créditos necesarios, da el salto a los grandes negocios, con la adquisición de acciones en un sinnúmero de compañías. Dos años más tarde, se asocia con su cuñado Jorge Ross Edwards para comprar la hacienda Quebrada Verde, formando la Compañía de Consumidores de Agua de Valparaíso y, ese mismo año, junto con otros socios, crea la Compañía de Diques de Valparaíso. Solo un año después funda, en conjunto con otros accionistas, la Compañía Nacional de Remolcadores. En este periodo, mediante préstamos, invierte en el sector ferroviario y en las primeras acciones de la Compañía Nacional de Vapores, antecesora de la Compañía Sudamericana de Vapores, creada en 1872. Paralelamente, se transforma en dueño de una serie de propiedades en la floreciente ciudad portuaria.
Fiel a su arraigado espíritu patriota, no duda en dejar de lado sus negocios e incorporarse a las filas del Ejército para participar en la Guerra del Pacífico que Chile libra con Perú y Bolivia a causa de los conflictos por las salitreras de la zona norte. Así, en 1879, con 34 años, se acantona en el cuartel que se encontraba en el cerro Artillería, siendo nombrado comandante del Batallón Cívico N.º 1 de Valparaíso, con el grado de teniente-coronel a cargo de 800 hombres. No obstante, una enfermedad le impide participar en el combate y decide embarcarse a Europa, algo que no impide dar cuenta de su compromiso con la patria heredado de sus ilustres antepasados. Su viaje se inicia en 1880 y si bien lo realiza por motivos de salud, no desperdicia la oportunidad de sumergirse en el ambiente comercial y financiero europeo, concentrando sus actividades en las bolsas de París, Londres y Bruselas. Sin embargo, después de una serie de desacertados negocios y casi arruinado, decide regresar a Chile a fines de 1884.
De vuelta en el país, dispuesto a resurgir nuevamente, retoma con ímpetu sus afanes comerciales, como era su tónica, pero esta vez participa más activamente de la política nacional. Es así como lo encuentra la Guerra Civil de 1891 y, si bien no toma parte activa en el conflicto, apoya la causa liberal de los congresistas frente al bando del Presidente José Manuel Balmaceda, viviendo un percance que casi le cuesta la vida al ser confundido con un balmacedista por parte de una facción triunfante, que casi lo ejecuta de no ser por un vecino de la ciudad que atestigua su posición.
En este mismo periodo desarrolla varias actividades comerciales en diversas zonas del país. Testimonio de ello son las acciones en las compañías de ferrocarriles mineros en el norte y en compañías de gas en San Felipe y Concepción. Pero como era de esperar, su espíritu inquieto, audacia y afán permanentes por emprender, lo llevan a tomar la decisión de realizar su más anhelado sueño: un viaje alrededor del mundo.
En 1894 inicia su aventura buscando descubrir nuevos países, realidades y culturas, develándose ante sus ojos civilizaciones tan milenarias como la india, la china y la nipona; así como también se deslumbra por el progreso que evidencian Australia, Nueva Zelanda, Estados Unidos y Canadá. México, Cuba, las Antillas, Barbados, Jamaica y Venezuela son también parte de su periplo, que finaliza al regresar a Europa en 1897, lleno de experiencias y energías para iniciar un nuevo ciclo en su vida.
Ese año se instala en París e inicia una relación sentimental con Anna Gillaud, una joven francesa a quien había conocido en su viaje anterior y a la cual contrata primeramente como su asistente. Alguien que él mismo llamaría después en su testamento “la compañera de mi vida”, la cual lo acompañaría años más tarde en su viaje a Chile, ya en calidad de “su señora”, según consta en las publicaciones de la época. Junto a ella disfruta de la música y la ópera, pasiones que cultiva desde sus años de juventud en el puerto. Puede ahora gozar de lo más selecto del repertorio mundial, transformándose en un asiduo concurrente de la Ópera de París.
En 1898 apuesta por el negocio del azúcar, haciéndose conocido no solo en los círculos financieros sino también políticos, debido a los conflictos que mantiene con el Estado francés, los cuales escalan hasta el Congreso galo donde se inicia una investigación por supuesta especulación, la que arroja finalmente que todas sus acciones se apegan a la ley. Es en este contexto que Santa María logra hacer su mayor fortuna –no sin dificultades– tras una serie de apuestas arriesgadas en las que invierte grandes sumas de dinero, como era su costumbre, que finalmente rinden sus frutos producto de un trabajo metódico de investigación del sector, que le valen el apelativo de “El Rey del Azúcar”.
En 1906, luego del terremoto que devasta Valparaíso, decide volver a Chile a contribuir a la recuperación de Valparaíso, pero decepcionado de la clase política y su manera de enfrentar el desastre resuelve que lo mejor es retornar a Europa a dedicarse a sus negocios, convirtiéndose en un estratega de las grandes lides comerciales, algo que le permite acrecentar su patrimonio.
Ya de vuelta en París y con el devenir de la Primera Guerra Mundial, los pocos residentes chilenos que aun quedan en el país –entre ellos Santa María– se organizan y como una muestra de agradecimiento al pueblo francés por la ayuda prestada en el proceso de Independencia de Chile, fundan el Hospital Franco-Chileno, que tenía como objetivo acoger a los heridos de guerra, contando para ello con los mejores especialistas disponibles, entre otros, nada menos que Madame Marie Curie. Por esa misma época, y fiel a su espíritu altruista, decide donar a la Junta de Beneficencia de Valparaíso su fundo Quebrada Verde.
Viajero incansable y cosmopolita en su visión de mundo -gracias a los viaje que realiza y le permiten contrastar realidades diversas y empaparse de ideales, valores y conciencia humanista-, aunque patriota de sentimiento, Santa María es liberal en su preocupación por el desarrollo cultural y educacional del país. De vida austera, a pesar de la fortuna que posee y que le permitiría vivir con grandes lujos, deja su manifiesto en un testamento concebido cinco años antes de su muerte.

## Últimos años de vida
Durante la Primera Guerra Mundial cerró todos sus negocios, declarando que no quería sacar ganancias de la guerra. También apoyó al Ejército francés, donando ropa y armas.
Antes de morir, y empujado por su falta de hijos,dejó como legado toda su riqueza para la construcción de la Universidad Técnica Federico Santa María en Valparaíso:

[...] contribuyo, primeramente con mi óbolo de la infancia, enseguida a la Escuela Primaria, de ella a la Escuela de Artes y Oficios y, por último, al Colegio de Ingenieros, poniendo al alcance del desvalido meritorio llegar al más alto grado del saber humano; es el deber de las clases pudientes contribuir con el desarrollo intelectual del proletariado.
Testamento.

Sus albaceas fueron Agustín Edwards McClure, Juan Brown Caces, Carlos Van Buren y Andrew Geddes, quienes crearon la Fundación Federico Santa María el 27 de abril de 1926 para cumplir con las cláusulas del testamento. Así nació la Universidad Técnica Federico Santa María (UTFSM), siendo oficialmente inaugurada la Escuela de Artes y Oficios y Colegio de Ingenieros José Miguel Carrera el 20 de diciembre de 1931. Sus restos descansan en el monumento erigido en su honor en un rellano de la escalera principal de UTFSM, bajo una efigie suya, que mira el mar hacia el horizonte.
Esta ocurre un frío domingo, el 20 de diciembre de 1925, en París, debido a una neumonía que lo ha aquejado durante largo tiempo.